# Station Czarnocin
Station Czarnocin is een spoorwegstation in de Poolse plaats Czarnocin.